# دم التنين
دم التنين (بالإنجليزية: Dragon's blood)‏ هو راتنج بلون أحمر فاتح (قرمزي) يتم الحصول عليه من عدة أنواع من الأجناس النباتية المختلفة مثل: كروتون، دراكينا، دايمونوروبس، كالاموس روتانج و‌بتروكاربوس. يستخدم هذا الراتنج الأحمر منذ العصور القديمة في استخدامات مختلفة مثل الورنيش والدواء والبخور والصباغة.

## استخداماتها وفوائدها
تستخرج المادة الصمغية الراتنجية من قشر النبات وحراشيف الثمار يجمع الراتنج بعد تجمده في أشهر الصيف بكشط كتل الراتنج بآلة حادة من تجاويف يتجمع فيها كانت قد قطعت في جذع الشجرة، واحسن درجات المادة هو الراتنج بحجم الفصوص الذي يتكون على الفروع.هذه المادة هي ذات لون احمر وليس لها رائحة ولا طعم مميز.[بحاجة لمصدر]
المادة الفعالة فيها تسمى «دراكو» وتصل نسبتها في النبات إلى 55 % وقد استخدمت قديما في علاج الجروح والحروق والتقرحات الجلديه وتقوية الجهاز الهضمي وذكرها أهم اطباء العرب القدامى وعلى راسهم ابن سينا.[بحاجة لمصدر]
وهي تستخدم اليوم علاجيا حيث يستخرج منها ادوية لعلاج تشققات المعدة ووقف النزيف الداخلي في أي مكان داخل الجسد وكذلك تدخل في معاجين كمادة قابضة ومطهرة للثة.وتدخل في صناعة الورنيش، وفي صباغة الرخام، وفي صناعة المراهم، وحبر الطباعة وغيره. وفي سقطرى يزين بها جدران المنازل من الخارج والاواني الفخارية.[بحاجة لمصدر]

## شجرة دم التنين

دم التنين

شجرة «دم التنين» وتعرف أيضاً ب «دم الاخوين» تعد من أجمل واغرب أنواع الاشجار في العالم

### أماكن وتاريخ تواجدها
يعود ظهورها على سطح الأرض إلى أكثر من 50 مليون عام ويرجح ظهورها في حوض البحر الأبيض المتوسط. تنتشر اليوم في جزيرة سقطرى اليمنية التي أصبحت محمية طبيعية بسبب احتوائها على الكثير من الكائنات النادرة حيوانية كانت ام نباتية ومن أهمها شجرة دم الاخوين. يناسب هذه الشجرة الأرض الصخرية والأماكن العالية وهي تستطيع ان تتحمل الجفاف بشكل كبير وهذا يعود إلى قدرتها على الاحتفاظ بالماء لسنين طويلة.

### خصائصها
ما يميزها إضافة إلى شكلها الخارجي هو قيمتها الطبية حيث يستخرج من لحائها نوع من الراتنج اللون يستخدم في بعض العلاجات إضافة إلى استخدامه في الصباغة.

### التسمية
أما الاسم "دم الاخوين " فهو يعود إلى الأسطورة التي تتناقلها الاجيال في اليمن والتي تحكي قصة أول قطرة دم وأول نزيف بين الأخوين: قابيل وهابيل. وبحسب الأسطورة فقد كان قابيل وهابيل أول من سكن جزيرة سوقطرة.."ولما وقعت أول جريمة قتل في التاريخ وسال الدم نبتت شجرة دم الأخوين.
وإضافة إلى ندرتها هذه الشجرة الجميلة كانت نبتة مقدسة في الديانات القديمة لدى الحميريين والفراعنة والأشوريين. وهذا ما ظهر من خلال النقوش القديمة.